# Le Clan des gangsters (film, 1970)
Pour les articles homonymes, voir Le Clan des gangsters.
Pour plus de détails, voir Fiche technique et Distribution.
Le Clan des gangsters (La banda de los tres crisantemos) est un film de gangsters italo-espagnol réalisé par Ignacio Iquino et sorti en 1970.

## Fiche technique
- Titre français : Le Clan des gangsters ou Truands, n'abusez pas de ces dames ou Trois Frères, trois mitraillettes[1]
- Titre espagnol : La banda de los tres crisantemos[2],[3]
- Titre original italien : Tre per uccidere[2]
- Réalisateur : Ignacio Iquino
- Scénario : Ignacio Iquino, Juliana San José de la Fuente, Ernesto Gastaldi
- Photographie : Antonio L. Ballesteros fils
- Montage : Luis Puigvert
- Musique : Enrique Escobar
- Décors : Andrés Vallvé
- Maquillage : Margarita Martínez
- Production : Ignacio Iquino
- Société de production : IFI Producciones, Admiral International Films
- Pays de production :  Italie -  Espagne
- Langue originale : italien
- Format : Couleur par Eastmancolor - 1,66:1 - Son mono - 35 mm
- Durée : 86 minutes (1 h 26)
- Genre : Film de gangsters
- Date de sortie :
  - Espagne : 12 janvier 1970 (Valence)
  - Italie : 23 octobre 1970
  - France : 5 mars 1975

## Distribution
- Dean Reed : Owen Olinger[3]
- Daniel Martín : Frank Olinger[3]
- Fernando Sancho : Burton
- Krista Nell : Marilyn
- María Martín : Catherine Olinger[3]
- Alice Sandro : Mary
- Paolo La Porta
- Ángel del Pozo : L'agent de police John Williams[3]
- Paola Barbara
- Malisa Longo